# Velia Janse van Rensburg
Pour les articles homonymes, voir Janse van Rensburg.
Velia Janse van Rensburg, née le 16 octobre 1986,  est une nageuse sud-africaine.

## Carrière
Aux Jeux africains de 2003 à Abuja, Velia Janse van Rensburg est médaillée d'or du 1 500 mètres nage libre.
Elle participe ensuite aux Jeux afro-asiatiques de 2003 à Hyderabad, où elle est médaillée d'argent du 4 x 200 mètres nage libre et médaillée de bronze du 800 mètres nage libre.